# La Pensilvània
La Pensilvània va ser una empresa reusenca dedicada a refinar petroli creada l'any 1879 per Joan Vilella Llauradó, fill de Pau Vilella Casas, un empresari reusenc que amb el nom de «Vilella hermanos» tenia una societat que es dedicava bàsicament al comerç de fruits secs i de farines.
L'any 1879 Joan Vilella va comprar uns terrenys on hi havia una casa de camp, un hort i una cisterna, de 76 àrees d'extensió, a la partida del Vilar, finca que limitava a l'est amb la riera de la Beurada (que anys després serà coneguda com la riera del petroli pels abocaments que hi feia l'empresa) i al nord amb el camí de Valls. Al cap de poc va ampliar els terrens al comprar 58 àrees d'una finca adjacent. El solar d'aquesta empresa encara s'identifica actualment, ja que després s'hi va instal·lar l'empresa municipal Redessa, al lloc que anteriorment havia ocupat la fàbrica d'electrodomèstics Crolls.
L'ajuntament de Reus va concedir l'autorització per a construir la refineria a l'octubre de 1879, obres que ja havien començat al juny. Una part de la maquinària va venir de Gènova, i se sap que a Itàlia, al segle xix les màquines per refinar olis i petrolis eren una part important de la seva indústria. Pel febrer de 1880 Joan Vilella demana autorització per posar en marxa la refineria. Joan Vilella contava amb l'aportació de diferents socis, Pau Oliva, cunyat de Josep Boule, Miquel Aragonès, de Cornudella, Marià Padró, Joan Sotorra, Jaume Padró, Tomàs Guardiá, Felip Font. A l'empresa se li va posar el nom de La Pensilvània per fer referència a l'estat nord-americà de Pennsilvània, pioner en l'extracció i la indústria del petroli. L'inici de la producció va resultar molt bé, i el Diari de Reus va publicar grans elogis dels resultats. Diuen que van examinar una mostra del primer petroli refinat i el van trobar superior a altres petrolis del país i de procedència estrangera, degut al seu color net i cristal·lí i a la seva olor. També diu que no era inflamable, cosa que evitava els sinistres.
La refineria destil·lava el petroli cru a altes temperatures i obtenia el querosè per ebullició a entre 170 i 250 graus. En sortien també productes més volàtils, com ara l'èter i la gasolina, que se separaven durant el procés. L'èter es comercialitzava, però durant un temps la gasolina s'abocava a la riera, ja que no hi havia encara mercat per aquest producte molt inflamable.
L'empresa va construir uns diposits al costat del riu Francolí on emmagatzemava el cru en brut que rebia al port de Tarragona procedent d'Estats Units i que transportava després a Reus amb carros. El principal proveïdor era l'Standard Oil Trust, de John D. Rockefeller. El querosè es venia a tota la península, i es distribuïa amb bidons de llautó de 18'5 litres, i amb barrils de 159 litres. Al juliol de 1880 s'inicien les sortides des del port de Tarragona del querosè que arriba als principals ports de la Mediterrània peninsular.
En aquella època van establir-se a l'estat espanyol diverses refineries, moltes amb capital estranger, destacant l'empresa participada per la família Rothschild, finançadors del deute de l'estat i que controlaven les principals empreses mineres i ferroviàries. El delegat a Espanya de Rothschild és Alexandre Deutsch de la Meurthe, que ja havia construït vora París la primera refineria del continent, i que destil·lava petroli procedent de Pennsilvània. Ràpidament, l'empresa anomenada «Deutsch  et Compagnie» construeix tres refineries, a Santander, a Sevilla i a Alacant, però sembla que Vilella va acordar amb Deutsch i Rothschild de repartir-se el territori per la venda de petroli i no competir entre ells.
Segons Romà Perpinyà, es va establir un càrtel a París cap a mitjans dels anys 80 del segle xix, una agrupació dels productors i refinadors de petroli per monopolitzar la venda dels seus productes a l'estat espanyol, el Sindicat Espanyol de Societats Petrolieres, que agrupava 19 refineries establertes al país. Tenia per socis principals la «Deutsch et Cie.», la «Fourcade & Gurtubay» de Bilbao, la «Desamaris Hermanos» de Santander i en menor mesura «Vilella i Cía», de Reus, «Catasús i Cía», de Barcelona i la «Petrolera de Manuel Salas» de Palma de Mallorca. Joan Vilella va ocupar la presidència del consorci en dues ocasions. Tot i ser una de les refineries més petites, Vilella va tenir la idea de l'agrupació de productors, i per això en va obtenir la presidència, tal com diu la necrològica que va publicar Las Circunstancias.
A la mort de Joan Vilella Llauradó, amb 51 anys, va assumir la direcció dels negocis de la família el seu fill Joan Vilella Estivill, que, pel que fa als negocis del petroli, es va ajuntar amb altres productors i encarrega la construcció a la drassana escocesa Grangemouth Dockyard Company d'un vapor de 2.550 tones destinat al transport de petroli, nau que va portar el nom de Ciutat de Reus. La bona situació de Vilella en el mercat de petrolis fa que abandoni a poc a poc altres negocis, com l'exportació-importació de farines i cereals, encara que va entrar al comerç majorista de l'arròs. L'any 1894 es va crear a Reus la societat anònima «Refinería Catalana de Petróleo», que va situar a seu a Tarragona on s'hi establiria «la fàbrica per la refinació» El 1895, construïda la fàbrica, ja rep els primers productes procedents de Noruega. El petroli surt al mercat a principis de 1896, amb el nom de «la Catalana». Però aquesta societat entra en crisi, i Joan Vilella Estivill aprofita per comprar la majoria d'accions de la «Refineria Catalana», societat que dissol jurídicament l'any 1897 i que li aporta la propietat de la refineria instal·lada a Tarragona. La fàbrica reusenca de «La Pensilvània» deixa de refinar petroli a partir de 1899 i Joan Vilella la transforma en una destil·leria d'alcohol, i fàbrica de crémor tàrtar, producte destinat a la pastisseria i a l'alimentació.